# 永青文庫
永青文庫（えいせいぶんこ）は、東京都文京区目白台にある、日本・東洋の古美術を中心とした美術館。旧熊本藩主細川家伝来の美術品・歴史資料、16代当主細川護立の蒐集品などを収蔵展示研究、運営主体は公益財団法人永青文庫。理事長は細川護光。
熊本市の熊本城二の丸にある熊本県立美術館が「永青文庫展示室」を設け、永青文庫所蔵品の一部を年に数回入れ替えながら展示しているほか、東京国際空港第2旅客ターミナル内にあった「ディスカバリーミュージアム」でも所蔵品の一部が企画を替えながら展示されていた。

## 概要

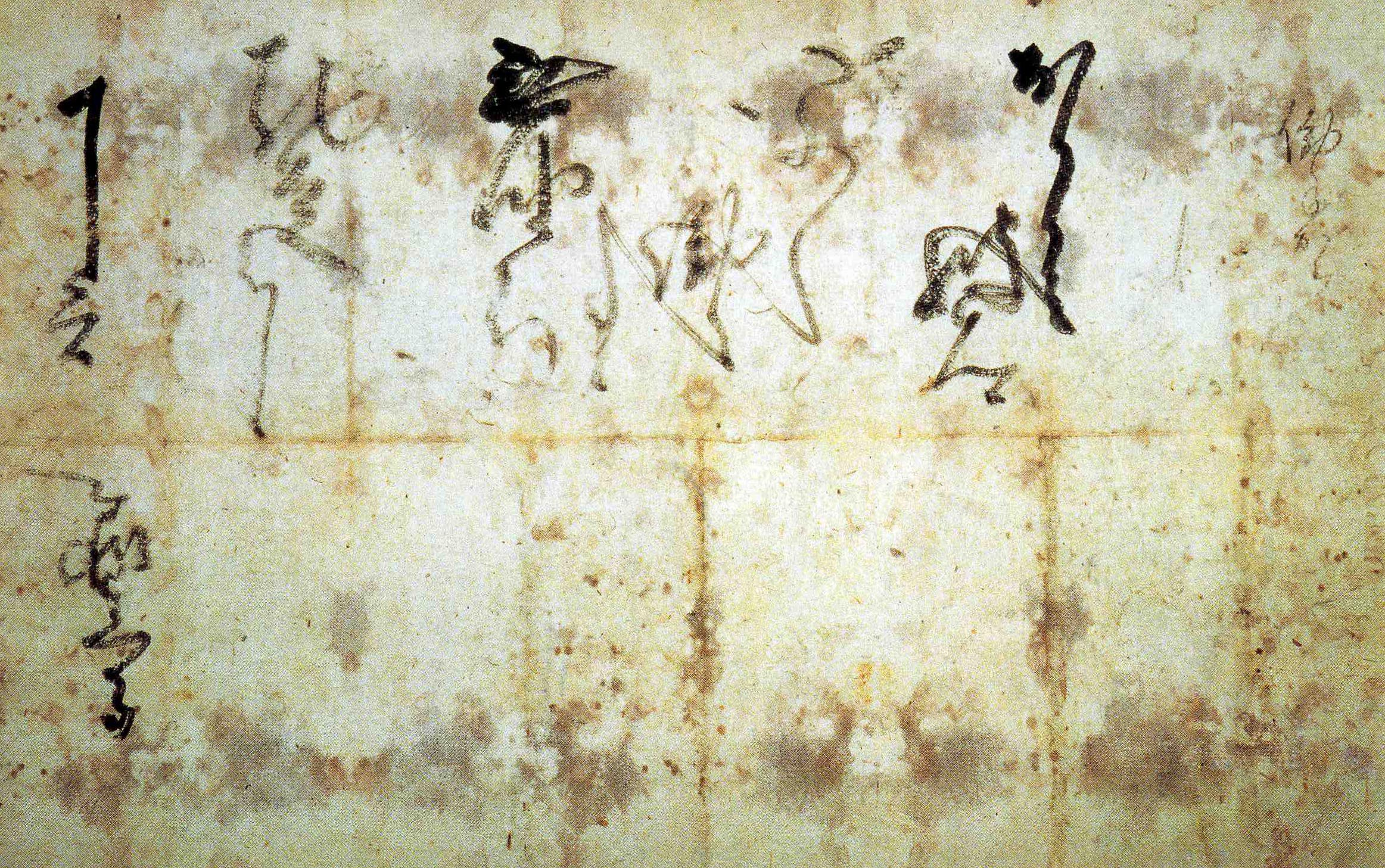
織田信長自筆書状　（釈文）おりかみ被見候 いよいよ働之事候 無油断馳走候へく候 十月二日 〔返し書き〕働手から□□□〔「にて候」カ〕 かしく 与一郎殿

永青文庫は、目白台の閑静な住宅街のなかにあり、1950年（昭和25年）、第16代当主細川護立（1883年 - 1970年）によって設立された。護立は旧侯爵、貴族院議員で、国宝保存会会長などを務め、戦前・戦後の日本の文化財保護行政に多大な貢献をしている。「美術の殿様」と言われ、美術品収集家としても著名であった。多くの旧大名家が伝来の名宝を美術館や個人に寄贈したり売却する中で、細川家は数多くの美術品を自ら管理し、保存した。
文庫の所在地は細川家の屋敷跡であり、建物は昭和時代初期に、細川家の事務所として建てられたものである。文庫名の「永青」は細川家の菩提寺である永源庵（建仁寺塔頭、現在は正伝永源院）の「永」と、細川藤孝の居城・青龍寺城の「青」から採られている。
一般公開されるようになったのは、当主が第17代細川護貞（もりさだ）になった1972年（昭和47年）からである。貴重な国文学の古書籍も所蔵され、一部が汲古書院より、影印本『細川家永青文庫叢刊』で出版された。
収蔵品は、歴代当主所用の甲冑、茶道具、書画、古文書などの細川家伝来品と、16代当主細川護立の蒐集品とを含む。文庫収蔵品のうち護立によって蒐集されたものには中国美術（陶磁器、仏像、考古資料など）、白隠、仙厓などの禅画、禅林墨跡、近代日本絵画、刀剣などがある（刀剣については、細川家伝来品と護立の蒐集品の両方がある）。護立は横山大観、下村観山、菱田春草など多くの画家たちを支援しており、そうした交友を通じて近代日本絵画のコレクションが形成された。

## 指定文化財

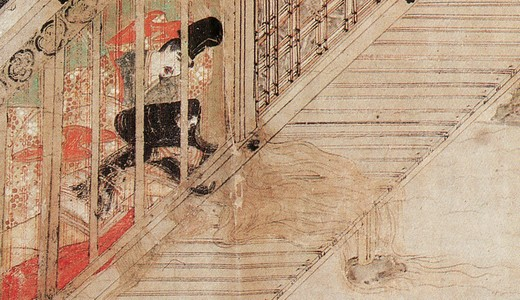
長谷雄草紙（部分）

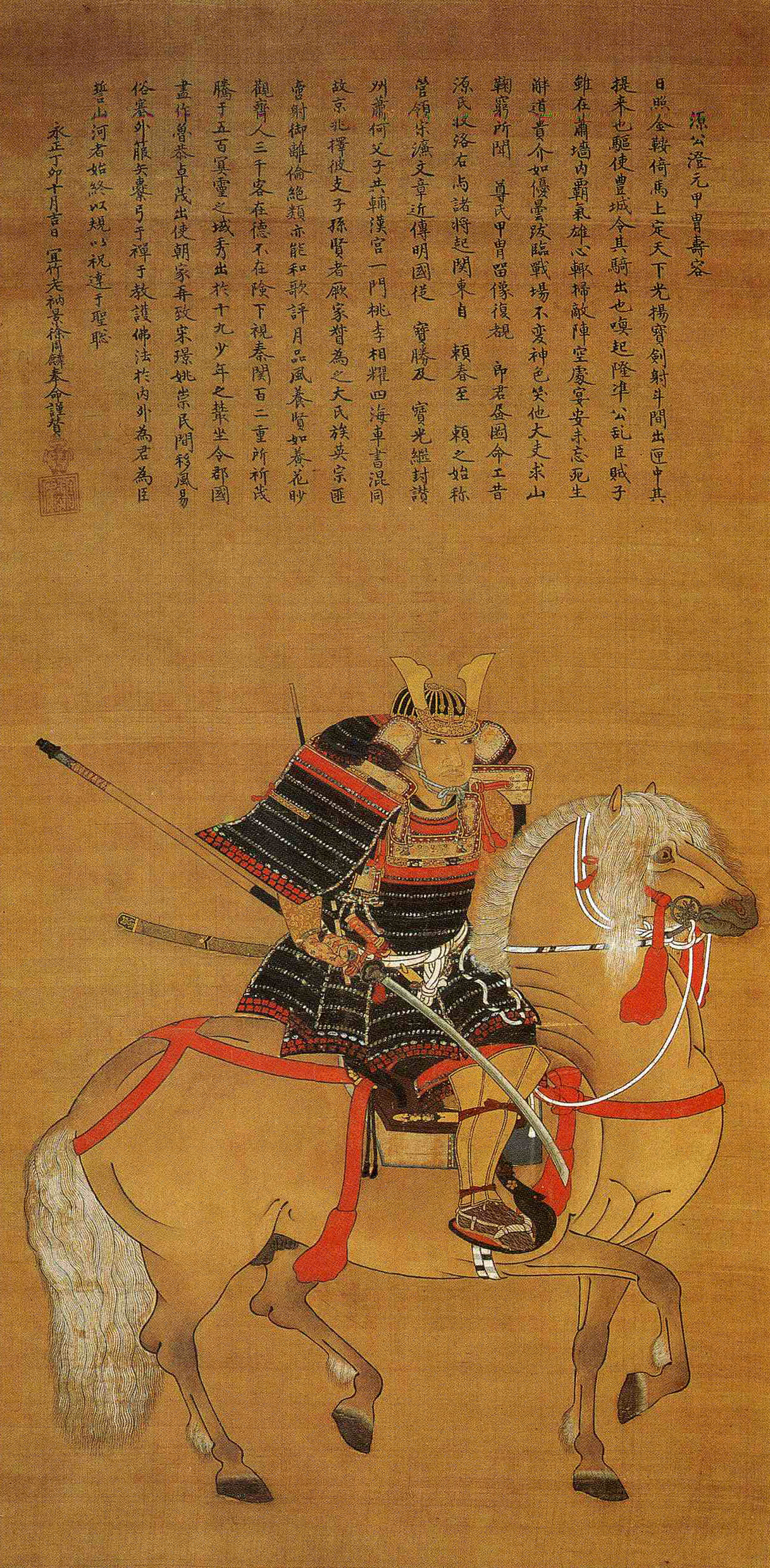
細川澄元像 狩野元信筆

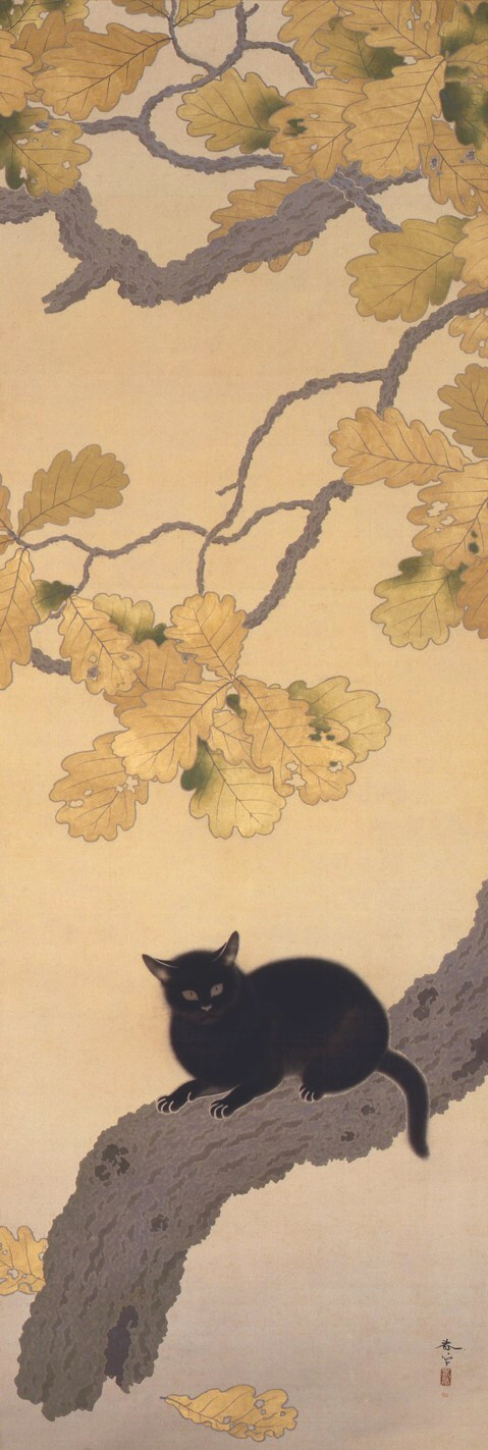
黒き猫 菱田春草筆（熊本県立美術館に寄託）

### 国宝
- 太刀 銘豊後国行平作（古今伝授の太刀）
- 短刀 無銘正宗（名物庖丁正宗）
- 短刀 銘則重（日本一則重）

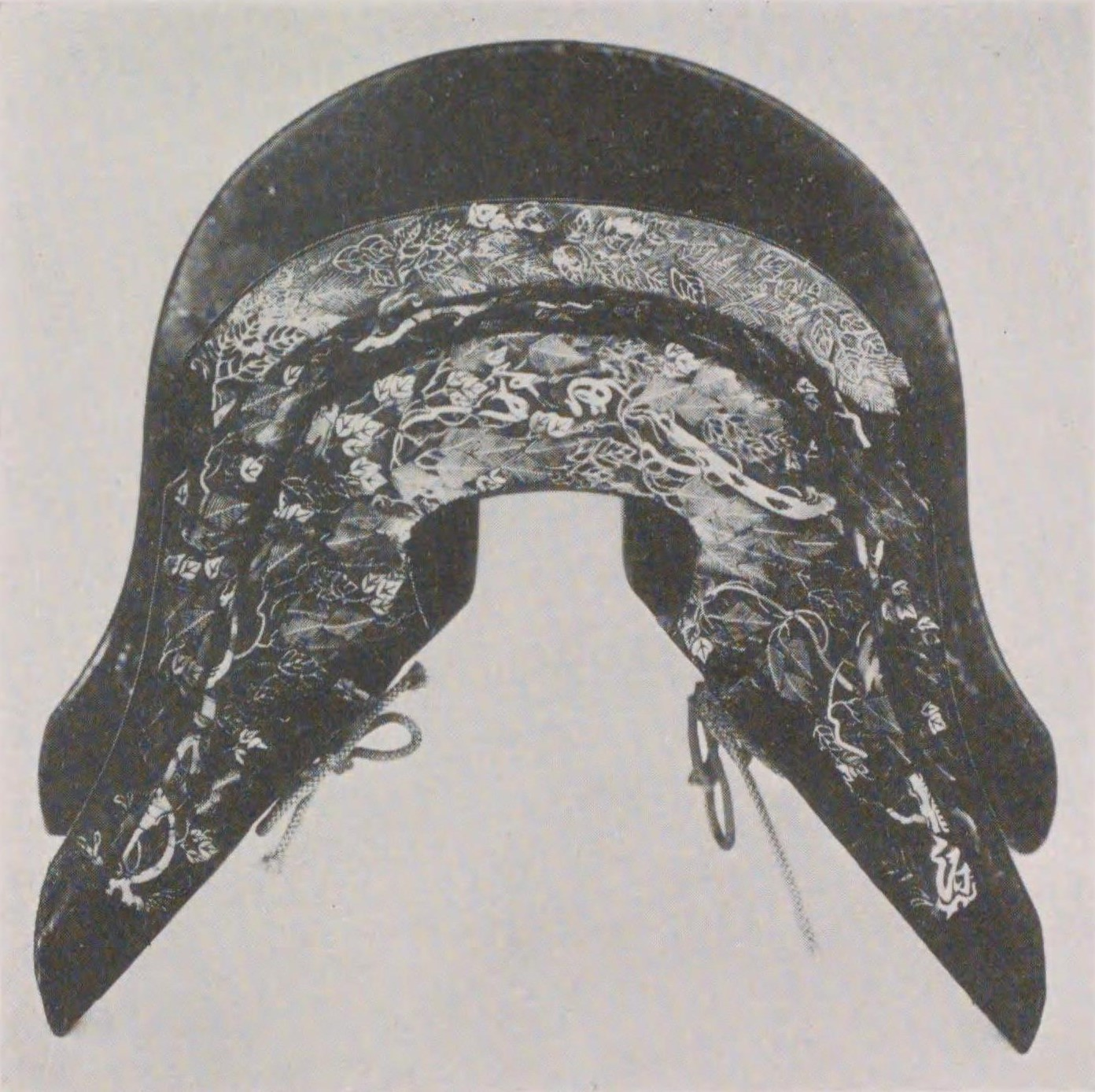
時雨螺鈿鞍

- 刀 金象嵌銘光忠 光徳（花押）生駒讃岐守所持（生駒光忠）
- 柏木兎螺鈿鞍（かしわみみずく らでん くら）
- 時雨螺鈿鞍[8]
- 金銀錯狩猟文鏡（中国・戦国時代）
- 金彩鳥獣雲文銅盤（中国・前漢~後漢時代）

### 重要文化財
絵画
- 絹本著色細川澄元像 狩野元信筆
- 紙本著色長谷雄草紙
- 紙本著色洋人奏楽図 六曲屏風一双（大聖寺藩伝来、熊本県立美術館寄託）
- 紙本墨画芦雁図（伝宮本武蔵筆） 六曲屏風一双（熊本県立美術館寄託）
- 紙本墨画鵜図 宮本武蔵筆（熊本県立美術館寄託）
- 紙本墨画紅梅鳩図 宮本武蔵筆（熊本県立美術館寄託）
- 紙本著色落葉図 菱田春草筆 六曲屏風一双 1909年（熊本県立美術館寄託）
- 絹本著色黒き猫図 菱田春草筆 1910年（熊本県立美術館寄託）
- 髪 小林古径筆 絹本著色 1931年（熊本県立美術館寄託）
- 室君 松岡映丘筆 絹本著色　1916年 六曲屏風一双
- 豫譲　平福百穂筆　絹本金地著色　1917年 六曲屏風一双

彫刻
- 石造如来坐像（中国・唐）
- 石造菩薩半跏像（中国・北魏）
- 銅造如来坐像 台座に元嘉十四年五月一日韓謙造像の銘がある（中国・劉宋）

陶磁
- 宋白地黒掻落牡丹文瓶（そう しろじくろかきおとし ぼたんもん へい）
- 唐三彩花文大盤
- 唐三彩花文盤

刀剣武具
- 太刀 銘守家造
- 破扇散鐔 無銘林又七
- 春日野図鐔 銘城州伏見住金家
- 毘沙門天図鐔 銘城州伏見住金家
- 牟礼高松図鐔 銘利寿（花押）
- 白糸威褄取鎧 兜付（しろいとおどしつまどり よろい かぶとつき）

書跡
- 後深草天皇宸翰消息（十二月十日）
- 織田信長自筆書状 十月二日 長岡与一郎宛（附:十月二日堀秀政副状）
- 伏波神祠詩巻 黄庭堅筆
- 清拙正澄墨蹟 与鉗大冶蔵主法語
- 楚石梵琦墨蹟 無我省吾心華室銘　至正丙午秋九月
- 大休正念墨蹟 悼聖一国師状（十二月九日）

古文書
- 細川家文書（266通）11巻、23幅、2冊、180通、附:文書箱4合（熊本大学附属図書館寄託）

考古資料
- 銀胡人像 1箇・銀杯 3口 伝中国河南省洛陽金村出土
- 嵌珠金銀錯斜格子文壺（かんしゅきんぎんさく しゃこうしもん こ）伝中国河南省洛陽金村出土

歴史資料
- 天球儀（渾天新図）（銅製）渋川春海、津田友正作

上記のほか「細川家舟屋形」（熊本藩御座船の御座所、「建造物」として重要文化財に指定）も永青文庫の所有である。この舟屋形は熊本城天守内に保管されていたが、2018年に熊本市立熊本博物館に移された。

### 県指定文化財
絵画
- 領内名勝図巻（りょうないめいしょうずかん）
  - 江戸中期の寛政5年(1793)ごろに、細川藩の絵師数名によって描かれた、肥後細川藩を中心とする名勝の絵巻物。一部、日向（宮崎）の物も描かれている。写真が無かった時代に、九州地方の名勝を描いたものは少なく、美術品としての価値だけでなく、当時の地方状況を示す手がかりとしても大変貴重な史料ともなっている。
  - 現在は、財団法人永青文庫所蔵で、現在熊本県立美術館に寄託されている。藩主が、矢部手永（現在の山都町）を狩りで訪れた際に、「五老ヶ滝」や「聖滝（ひじりだき）」などの見事さに心を打たれ、有名な領内の名勝を絵師に描かせて、東京の屋敷で諸大名に披露したという。

| 芦雁図 伝宮本武蔵筆 |  | 芦雁図 伝宮本武蔵筆 |
| 芦雁図 伝宮本武蔵筆 |  |                     |

## 公益財団法人永青文庫

### 事業内容
公益財団法人としては以下の4つを事業内容としている。
1. 歴史資料・美術品・書籍等の所蔵品や古建造物の保管・ 寄託および修復
2. 所蔵品等の調査・研究および外部の研究者による研究の奨励
3. 所蔵品等の展示公開（特に東京・熊本は常設展示）およ び文書・各種メディアによる紹介
4. その他、永青文庫の目的を達成するために必要な事業

### 役員
役員は以下の通り。
| 役職             | 氏名       | 備考                                                                                          |
| ---------------- | ---------- | --------------------------------------------------------------------------------------------- |
| 理事長           | 細川護熙   | 肥後細川家第18代当主。元衆議院議員、第79代内閣総理大臣、第10-11代熊本県知事、元参議院議員ほか |
| 常務理事         | 林田直志   |                                                                                               |
| 理事             | 近衛忠輝   | 近衛家当主。日本赤十字社元社長。護熙の実弟。                                                  |
| 理事             | 吉丸良治   | 元熊本県庁職員                                                                                |
| 理事（現理事長） | 細川護光   | 陶芸家、護熙の子息                                                                            |
| 理事             | 川瀬修平   |                                                                                               |
| 理事             | 岡田康彦   |                                                                                               |
| 理事             | 河村邦比児 | 熊本日日新聞社長                                                                              |
| 理事             | 小松大秀   | 永青文庫館長、秋田市立千秋美術館館長                                                          |
| 監事             | 大石忠生   |                                                                                               |
| 監事             | 小堀俊夫   |                                                                                               |
| 評議員           | 高橋智     |                                                                                               |
| 評議員           | 磯田道史   | 歴史学者、国際日本文化研究センター教授                                                        |
| 評議員           | 増田孝     | 古文書学者                                                                                    |
| 評議員           | 千田嘉博   | 城郭考古学者、奈良大学教授                                                                    |
| 評議員           | 田崎龍一   |                                                                                               |
| 評議員           | 岡昭二     |                                                                                               |

## 関連文献
- 『永青文庫の古文書　光秀・葡萄酒・熊本城』熊本大学永青文庫研究センターと共編、吉川弘文館、2020年　ISBN　9784642083867
- 『細川家の歴史資料と書籍-永青文庫資料論』森正人・稲葉継陽編、吉川弘文館、2013年　ISBN　9784642014106